# 伊莉莎白港 (聖文森及格瑞那丁)
伊莉莎白港（英語：Port Elizabeth）是加勒比海島國聖文森及格瑞那丁格瑞那丁區（格瑞那丁群島）貝基亞島的一个城鎮，也是該區的首府，位於該島西部海岸，人口839人。